# Astra Motors
Astra Motors SA war ein belgischer Hersteller von Automobilen.

## Unternehmensgeschichte
M. de Mey, Ch. Coene und Eugène Delfosse gründeten das Unternehmen am 22. Januar 1929. Der Sitz war in Herstal. Der Markenname lautete Astra. Während der Automobilsalons in Brüssel im Dezember 1929 und Dezember 1930 waren Fahrzeuge ausgestellt. 1931 endete die Produktion.

## Fahrzeuge
Das Unternehmen übernahm den Frontantriebs-Prototypen von der Société des Autos Juwel und entwickelte ihn zur Serienreife. Im Dezember 1929 wurde das Fahrzeug vorgestellt. Es war mit einem Motor von S.C.A.P. mit 1172 cm³ Hubraum ausgestattet. Es gab die Karosserieformen viertürige Limousine, zweisitziges Coupé und einen offenen Tourenwagen mit zwei bis drei Sitzen. Versuche von Modellen mit Sechs- und Achtzylindermotoren blieben erfolglos.
Pläne für die Fertigung von Lastkraftwagen und Traktoren, ebenfalls mit Frontantrieb, wurden nicht mehr umgesetzt.